# 張新春
張新春（1908年—2013年10月4日），人稱春仔姨、春仔姑、生子婆，臺灣嘉義縣溪口鄉人，助產士，第二十三屆醫療奉獻獎得主。

## 生平

### 修業
1907年，臺灣總督府接受臺北醫院院長的建議，制定〈助產婦講習生規程〉，始以公費招募臺灣女性作助產婦，修業期限為一年。
張新春出生於今日的溪口鄉，3歲時喪父，15歲在台北蓬萊產婆講習所讀一年助產、兩年護理，考取助產士及護士執照。臺灣日治中期以後，1924年總督府修訂規則，指出若自行參加產婆考試及格，或畢業於指定的私立助產婦學校、產婆講習所等，皆可透過政府考試，取得經地方長官許可的合格證書，從事相關工作。

### 任職
張新春20歲執業後，又赴日本攻讀助產醫學，後返鄉服務擔任助產士。她任職溪口庄役場時，嫁給時任庄長的醫師張進國，育兩男三女。丈夫過世後，肩負家計，但收入不豐。
當時傳統的接生婆並不懂消毒。助產士接生嬰兒後，要每三天巡查產家，生產六天臍帶掉落再消毒。張新春以諺語「熬得過麻油香，熬不過就四塊板！」表示產婦臨盆是生死交關，連自己懷孕、坐月子也不休息。因為交通困難，她需騎腳踏車、坐轎、坐船筏接生。一次轎夫途中突癲癇發作口吐白沫，她連人帶轎摔倒，她先救轎夫並安頓樹下，再頂烈日快步到產家。又有一次颱風天淹水，她坐船筏抵達產婦家接生後還發現產家窮苦，不收接生費，代產家付錢給轎夫，並煮隨身帶的雞蛋送產婦食用。一次到雲林縣，遭遇產婦難產，便守產婦家三天，家人還誤以為她失蹤。
由張新春接生的民進黨溪口辦事處主任張清溪說她會免費為窮人接生，連出租農地也不收租金。
張新春能夠不靠儀器，估算產婦懷孕月期及胎兒性別。她目睹有些丈夫見到妻子生女嬰一甩頭就走，也不願煮雞酒。有產婦連生多名女嬰，丈夫便拋妻別女出走，她遂代為照料嬰兒；有次接生女嬰長顆牙齒，她擔心產家以「鬼嬰」為由拋棄，就偷拔除嬰兒牙齒。

### 退休
張新春接生超過五千位嬰兒，66歲退休，晚年時受洗成為基督徒，五代同堂，與長子張伏龍及媳婦住嘉義市大雅路的透天厝。104歲時，嘉義市長黃敏惠對張新春送上重陽節禮物。
溪口鄉長劉純婷在2012年邀藝術家，以張新春「為人締造幸福」的故事，設計「幸福娃娃」文創產品，並找由張新春接生的九名鄉親代表，因張新春身體微恙不克前來，張新春二女兒張素枝代表接受致意。發表會所在地的客家文化館，就是張新春早年工作的日式衛生所。
張新春兒子張伏龍在2013年對記者說，他與母親在溪口街上常有鄉民走來說：「我是阿嬤接生的。」，還有人講：「我家兩代都是阿嬤接生。」，包括前國安會副祕書長張旭成在內，當時60、70歲以上溪口人幾乎都是她接生，她的5名孩子則由丈夫接生。
2013年10月4日，她在獲得醫療奉獻獎前在家中病逝，同月16日在貴格會舉行告別式。前嘉縣議長邱天照、溪口鄉長劉純婷、溪東村長謝陸成、民進黨溪口辦事處主任張清溪、多名她生前接生的6、70歲長者到場追思；與張新春手帕交義妹、已故人瑞潘蔡蓮女之子潘俊雄醫師等家人參加。嘉義市副市長李錫津代表市長率主管弔祭，手拿《聯合報》報導致詞，讚揚她在艱困年代的接生往事。骨灰送至嘉義基督教公墓靈骨塔安放。

## 身後
2014年4月，溪口鄉公所在當地的客家文化館為張新春立起「迎接生命的雙手」塑像，許多婦女撫摸塑像，祈求好孕與添子添孫。

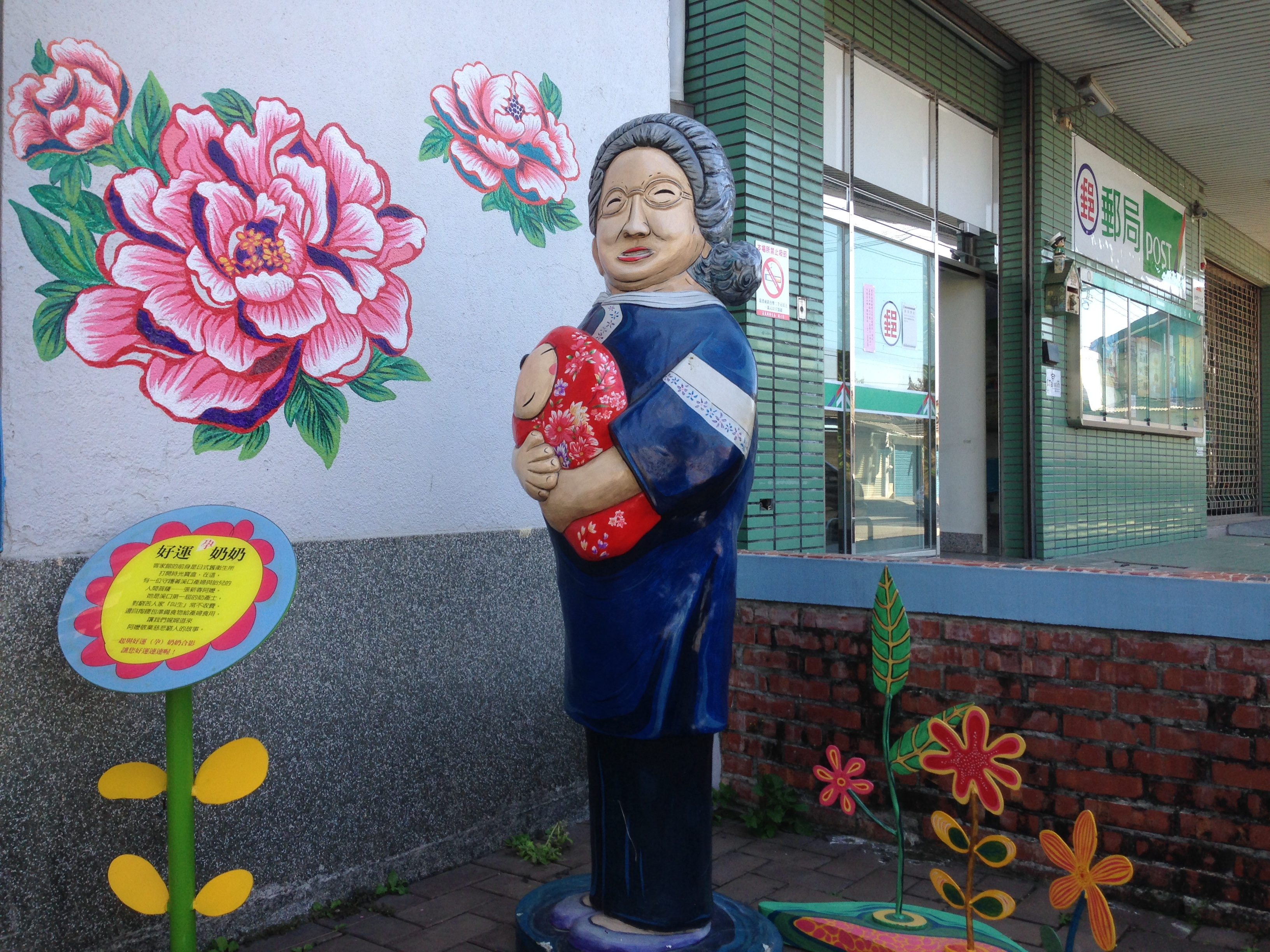
張新春塑像

2015年8月2日，「客藝飛羊」藝術聯展活動上，溪口鄉當地由60歲以上婦人組成的溪口客家戲劇班演出全程講客語的「幸福」劇本，劇中有張新春幫鄉內村婦接生的情景。
2017年6月8日，溪口鄉公所發表由館長王秀眉、溪口國小校長陳媺慈共同訪談、撰文，簡叡箴繪圖的繪本，並邀請張新春的七旬兒子張伏龍到場。